# 博亞爾卡 (利相卡區)
49°19′19″N 30°42′18″E / 49.32194°N 30.70500°E
博亞爾卡（烏克蘭語：Боярка）是位於烏克蘭中部的村莊，由切爾卡瑟州裡茲韋尼霍羅德卡區的利相卡市鎮負責管轄。該村處於博亞爾卡河畔，面積3.05平方公里，海拔高度163米，2009年人口 654 人。